# 須永慶
須永 慶（すなが けい、1943年6月23日 - ）は、日本の俳優。東京都（出生時は東京府）出身。血液型はO型。身長170cm、体重64kg。希楽星所属。

## 来歴・人物
1962年、東京都立三鷹高等学校卒業。1964年、東宝芸能学校卒業。俳優座養成所第16期生を経て、1967年3月から1968年12月まで劇団四季に所属した。1968年から2000年まで、芸能事務所「有限会社エム・スリー」（現：Grue）に所属。2001年に希楽星に移籍した。
特技は柔道と英語。趣味はインターネット。

## 出演

### テレビドラマ

#### NHK
- NHK劇場 三十六人の乗客（1969年）[2] - 若者B ※本名による出演（デビュー作品）
- 大河ドラマ
  - 黄金の日日（1978年）
  - 草燃える（1979年） - 平維盛 役
  - 獅子の時代（1980年）
  - おんな太閤記（1981年）
  - 峠の群像（1982年）
  - 徳川家康（1983年） - 与助 役
  - 山河燃ゆ（1984年） - 山田 役
  - 春の波涛（1985年） - 卯之助 役
  - 武田信玄（1988年）
  - 太平記（1991年） - 日野資名 役
  - 八代将軍吉宗（1995年） - 西尾忠尚 役
  - 八重の桜（2013年）
- 松本清張シリーズ・一年半待て（1978年）
- 連続テレビ小説
  - マー姉ちゃん（1979年）
  - おしん（1984年）
  - 澪つくし（1985年） - 塚田課長 役
  - こころ（2003年）
- 真田太平記（1985年 - 1986年） - 山内久兵衛 役
- 銀河テレビ小説
  - 総務部総務課山口六平太（1988年） - 宮脇裕一 役
- 土曜ドラマ
  - 和菓子の味（1994年） - 銀行員
- ドラマ新銀河
  - ママだって夏休み（1997年） - 桜井 役
- お登勢（2001年） - 寺沢甚内 役
- ダイヤモンドの恋（2005年） - 田中諭 役
- 行列48時間（2009年） - 霧島人事部長 役
- 君たちに明日はない（2010年）
- はつ恋（2012年）
- いつか陽のあたる場所で（2013年） ‐ 神崎先生 役
- 七つの会議（2013年） - 田部副社長 役
- ダークスーツ（2015年） - 岩永勝夫 役
- ブシメシ! 第1シリーズ（2018年） - 家老・村田 役
- NHK WORLD Home ☆ Sweet ☆Tokyo Swason 2（2018年）
- NHKスペシャル 巨大都市 大停電 〜“ブラックアウト”にどう備える〜（2019年）

#### NHK教育テレビジョン
- ひらけゆく町（1970年 - 1973年） - 浜村海太 役  ※本名による出演
- 数とかたち（1978年 - 1980年） - お兄さん ※本名による出演

#### 日本テレビ
- 俺たちの旅（1976年）
- 俺たちの朝 第29話「ドン底生活と芝居と大馬鹿野郎」（1977年） - 服飾会社社員 役
- 太陽にほえろ! 第655話「左ききのラガー」（1985年） - 折原
- 金田一少年の事件簿 学園七不思議殺人事件（1995年4月8日） - 不動高校校長 役
- グッドラック（1996年） - 滝沢昭夫 役
- ガラスの靴 a Cinderella Story（1997年） - 国本 役
- 蘇える金狼（1999年） - 東野雄一 役
- ラビリンス（1999年） - 明石教授 役
- 新宿暴走救急隊（2000年） - 岡崎 役
- サイコドクター（2002年） - 松島医師 役
- スーパーテレビ情報最前線特別版 よど号ハイジャック事件122時間の真実 (2002年9月23日) - 乗客の医師
- 幸福の王子（2003年） - 見城則子の父 役
- 仔犬のワルツ（2004年） - 勝浦所長 役
- ハケンの品格（2007年）
- 斉藤さん（2008年）
- ホカベン（2008年）
- おせん（2008年）
- OLにっぽん（2008年） - 加山部長 役
- 神の雫（2009年） - 横関医師 役
- ザ・クイズショウ（2009年） - 佐藤医学部長 役
- 赤鼻のセンセイ（2009年） - 校長先生
- 猿ロック（2009年） - 合田さん 役
- 曲げられない女（2010年） - 藍田光輝の父 役
- 黄金の豚-会計検査庁 特別調査課-（2010年）
- ブルドクター（2011年） - 赤井良治 役
- 家政婦のミタ（2011年）
- 雲の階段（2013年） - 佐竹逸郎 役
- 遺産相続弁護士 柿崎真一（2016年） - 田端健二 役
- 火曜サスペンス劇場
  - 松本清張の霧の旗（1983年）
  - 愛が壊れる!（1988年）
  - 小京都ミステリー1（1989年）
  - 正当防衛 (1995年のテレビドラマ)（1995年） - 松本刑事 役
  - 警部補 佃次郎6（1998年） - 成瀬茂一 役
  - 箱根湯河原温泉交番3（2005年） - 島崎完二 役
- 明日があるさスペシャル（2012年）
- 金曜ロードSHOW!
  - 家売るオンナ スペシャル（2017年） - 門脇茂一郎 役
- 母になる（2017年）
- スーパーサラリーマン左江内氏（2017年）
- ドロ刑（2018年） - 七波隆 役
- ウチの夫は仕事ができない（2017年）

#### TBS
- 不毛地帯（1979年、MBS）
- 3年B組金八先生
  - 第2シリーズ 第20話「頑張れ!敗者復活戦」（1980年 - 1981年）
  - 第4シリーズ（1996年） - 広島洋一郎 役
- 噂の刑事トミーとマツ（1980年） - 岩本刑事 役
- Gメン'75 第336話「エレベーター連続女性殺人事件」（1981年）
- スクール☆ウォーズ 第26話「花園よ永遠なれ」（1985年） - 実況アナウンサー
- パパはニュースキャスター（1987年） - 警官
- オヨビでない奴!（1987年）
- 月曜ドラマスペシャル
  - 浅見光彦シリーズ8（1997年） - 芳井部長 役
  - 名探偵キャサリン（1998年）
- ドラマ30
  - 家族曲線（1998年、CBC）
- 月曜ミステリー劇場
  - 陰の季節（2000年- 2004年） - 青山元幸 役
  - 十津川警部シリーズ（2001年） - 早川敬一郎 役
  - 沈黙のアリバイ（2002年） - 石塚巌 役
  - 棟居刑事シリーズ2（2003年） - 倉田支配人 役
  - 血痕 警科研・湯川愛子の鑑定ファイル1（2004年） - 角田署長 役
  - 検察審査会（2005年） - 浜人事部長 役
- 空と海をこえて（1989年）
- おひさまがいっぱい（1996年） - 宮川孝一 役
- 君と出逢ってから（1996年） - 日比野医師 役
- 結婚しようよ（1996年） - 大西重臣 役
- ふたりのシーソーゲーム（1996年） - 片山部長 役
- 協奏曲（1996年） - 広津課長 役
- さしすせそ!?（1997年） - 松本審査員
- めぐり逢い（1998年） - 原田健三 役
- 39歳の秋（1998年） - 田中清治 役
- チープ・ラブ（1999年） ‐ 安井医師 役
- 週末婚（1999年） - 細川広報部長 役
- オヤジぃ。（2000年） - 教頭先生
- 恋の神様（2000年） - 春野俊作 役
- 永遠の1/2（2000年） - 磯倉十郎 役
- 温泉へ行こう!（2000年） ‐ 石沢人事部長 役
- 木更津キャッツアイ（2000年）
- ヨイショの男（2002年） - 斉藤経理部長 役
- 銀座まんまんなか!（2003年） ‐ 井上常務 役
- コスメの魔法 第1作（2004年） - 松本支店長 役
- こちら本池上署
  - 第3シリーズ（2004年） - 北村光雄 役
  - 第5シリーズ（2005年） - 坂上浩二 役
- ドラゴン桜 第1シリーズ（2005年） - 緒方厚生 役
- 白夜行（2006年） - 西布施署刑事部長
- ガチバカ!（2006年） - 長沢本部長 役
- ULTRASEVEN X（2007年） - タキザワ行政官 役
- 和田アキ子殺人事件（2007年） - 和田アキ子の主治医
- パパとムスメの7日間（2007年）
- 渡る世間は鬼ばかり（2008年） - 小坂医師 役
- 再婚一直線!（2008年） - 篠宮専務 役
- 温泉へGo!（2008年） - 小林栄太郎 役
- ラブレター（2009年） - 湊良晴 役
- ぼくの妹（2009年） - 沖山支配人 役
- 南極大陸（2011年）
- 確証〜警視庁捜査3課（2013年） - 小泉繁男 役
- なるようになるさ。（2014年） - 川合光則 役
- IQ246（2016年）
- 99.9-刑事専門弁護士- SEASON II（2018年） - 稲本真澄 役

#### フジテレビ
- 白い巨塔（1978年） - 新聞記者 役
- 金曜ファミリーワイド「松本清張の地の骨」（1984年）
- 101回目のプロポーズ（1991年）
- 約束の夏（1992年）- 医者 役
- 君たちがいて僕がいる2（1992年）- 杉部長 役
- 金曜エンタテイメント
  - OLたちのざけんなヨ!!「社員旅行は大ッ嫌い!」（1993年） - 谷口次長 役
  - 悪いこと 「止まる」（1998年） - 佐瀬次春 役
  - 盗撮 覗かれた主婦（2000年3月24日）
  - 音の犯罪捜査官・響奈津子4（2001年5月11日） - コテージの管理人
- 金曜プレステージ
  - 屋台弁護士3（2009年） - 安藤稲造 役
  - 大阪国際空港殺人事件（2010年） ‐ 大田黒刑事課長 役
- 古畑任三郎（1994年）- 支配人
- 妹よ（1994年） ‐ 岩田医師（教授） 役
- 将太の寿司（1996年） - 黒田龍造 役

- コーチ 第1話（1996年7月4日）
- 彼女たちの結婚 9話（1997年1月）ハンバーガーショップ本社 部長役

- 総理と呼ばないで 第10話（1997年6月10日） - 議員の声（国会質問）
- 不機嫌な果実（1997年） - 黒田医師 役
- 殴る女（1998年） - 奥村人事部長 役
- ショムニ（1998年- 2002年） - 鹿島安義 役
- こいまち（1999年） ‐ 竹上社長 役
- リング〜最終章〜（1999年） - 三井刑事 役
- お水の花道（1999年） - 白石
- 砂の上の恋人たち（1999年） ‐ 村越常務 役
- ドーラク弁護士（1999年） - 津川貞治 役
- ナオミ（1999年） - 佐伯弁護士（あすかの父） 役
- モナリザの微笑（2000年） - 佐伯守 役
- ナースのお仕事 第3シリーズ（2000年） - 岡村義文 役
- 神様のいたずら（2000年） - 藤原正広 役
- ショカツ（2000年） - 吉武友博 役
- 救命病棟24時（2001年） - 三上幸二 役
- HERO 第1シリーズ（2001年） - 吉池光夫 役
- カバチタレ!（2001年） - 穴沢社長 役
- 春ランマン（2002年） - 一条みどりの父 役
- 薔薇の十字架（2002年） - 野口医師 役
- 東京ラブ・シネマ（2003年） - 堤支配人 役
- ダイヤモンドガール（2003年） - 本城社長 役
- アットホーム・ダッド（2004年） - 長沢局長 役
- 離婚弁護士 最終話（2004年）
- 久本ドラマ（2004年）
- トップキャスター（2006年） - 山村医学部長 役
- サプリ（2006年） - 風見慎之介 役
- 山おんな壁おんな（2007年） - 川上取締役 役
- 医龍-Team Medical Dragon-2（2007年） - 藤井良明 役
- 新・美味しんぼ（2007年） - 軽部信二 役
- 花衣夢衣（2008年） - 安藤泰子の父 役
- SP（2008年） - 溝口
- ハチミツとクローバー（2008年） - 鈴木医師 役
- 33分探偵（2008年） - ロイヤルウィング号船長
- チーム・バチスタの栄光（2008年） - 坂田局長 役
- 任侠ヘルパー（2009年）
- 不毛地帯（2009年）
- 泣かないと決めた日 SP（2010年） - 坂井田幹夫 役
- 大切なことはすべて君が教えてくれた（2011年）
- HUNTER〜その女たち、賞金稼ぎ〜（2011年） - 吉田信二 役
- ぼくの夏休み（2012年） - 倉持宗一郎 役
- ビブリア古書堂の事件手帖（2013年） - 鹿山明 役
- リスクの神様（2015年） - 葛城修吾 役
- 別れたら好きな人（2015年） - 根岸真人 役
- HOPE〜期待ゼロの新入社員〜（2016年）
- カインとアベル（2016年） - 田島文彦 役
- SUITS/スーツ (日本のテレビドラマ)（2018年） - 烏丸世之介 役
- 木のストロー（2022年） - 重田瑛二 役
- 世にも奇妙な物語
  - 「くしゃみ」（1998年） - 遠山支店長 役
  - 「ゴミ女」（2007年） - 瀬川敦史（編集長） 役

#### テレビ朝日
- 特別機動捜査隊
  - 第688話「汚れた天使の死」（1975年） - 滝沢 役
  - 第754話「ドキュメント暴行」（1975年） - 佐藤刑事 役
  - 第778話「天使の乳房に泣く」（1976年） - 記者 役
- 破れ傘刀舟悪人狩り
  - 第94話「十万石の罠」」（1976年）
  - 第120話「秘薬の謎をあばけ」（1977年）
- スーパー戦隊シリーズ
  - バトルフィーバーJ 第10話「ナウマン象を見た」（1979年） - 森山先生 役
  - 炎神戦隊ゴーオンジャー（2009年） - 須塔家執事 役
- 大都会25時 第22話「狙われた婦人警官」（1987年）
- はぐれ刑事純情派 第2シリーズ（1989年） - 富樫店長 役
- 七人の女弁護士 第1シリーズ 第4話「新婚初夜殺人事件 疑われた密会の花嫁!」（1991年）
- 外科病棟女医の事件ファイル（1991年） - 岡田義郎 役
- 豆腐屋直次郎の裏の顔 第7話「ダーリンに隠し子がいた!?」（1992年）
- ガラスの仮面 - 支配人 役 
  - ガラスの仮面 第1シリーズ 第1話「千の仮面を持つ少女」（1997年7月7日）
  - ガラスの仮面 第2シリーズ 第6話「運命のライバル激突! ふたりの王女!!」（1998年5月18日）
- てっぺん（1999年） - 芝原総務部長 役
- 恋愛詐欺師（1999年） - 石井園長 役
- 恋人はスナイパー（2001年 - 2002年） - 黒谷道夫 役
- スカイハイ（2003年） - 小谷医師 役
- ああ探偵事務所（2004年） - 寺島教授 役
- アストロ球団（2005年） - 川上哲治
- 相棒
  - season4 第9話「冤罪」（2005年） - 検事 役
  - season8 第1話「カナリアの娘」（2009年） - 警視総監 役
- 富豪刑事（2006年） - 早川 役
- 時効警察（2006年） - 白河プロデューサー 役
- 7人の女弁護士（2008年） - 裁判長 役
- 氷の華（2008年） - 中西署長 役
- アンタッチャブル〜事件記者・鳴海遼子〜（2009年） - 楢崎喜一 役
- エンゼルバンク-ドラゴン桜外伝-（2010年） - 栄琳高校校長 役
- 仮面ライダーウィザード（2013年） - 西園寺雅文 役
- ドクターX〜外科医・大門未知子〜（2014年） - 大泉武宏 役
- グ・ラ・メ! -大宰相の料理人-（2016年） - 福井洋三 役
- 明日の君がもっと好き（2018年） - 有岡泰三 役
- ハゲタカ（2018年） - あけぼの役員A 役
- やすらぎの刻〜道（2020年） - 三谷（菊村栄の元同級生） 役
- 日曜プライム ドラマスペシャル 私刑人〜正義の証明（2020年） - 石渡総理大臣 役
- 土曜ワイド劇場
  - 西村京太郎トラベルミステリー（1991年）
  - 松本清張作家活動40年記念・霧の旗（1991年） - 客 役
  - 密会の宿（1992年）
  - 探偵事務所（1995年） - 北野常務 役
  - 船長シリーズ（1998年） - 藤田事務長 役
  - おとり捜査官・北見志穂 第2作「停電の夜、連続美女絞殺！東京タワーからのぞかれた現場」（1999年） - 神山署長 役
  - 温泉若おかみの殺人推理（2002年） - 野本 役
  - 警視庁電話指導官〜深川真理子の事件簿（2008年） - 菊島隆二 役
  - アナザーフェイス（2012年） - 峰岸専務 役
  - 事件18（2017年） - 藤尾龍彦 役

#### テレビ東京
- 水曜ミステリー9
  - 新米事件記者・三咲2（2006年） - 牛久一忠 役
  - 神楽坂署生活安全課3（2007年） - 西森史郎 役
- 俺たちは天使だ! NO ANGEL NO LUCK - 3D - 第3話（2009年10月21日、テレビ東京） - 当麻宗典 役
- モリのアサガオ（2010年）
- 100文字アイデアをドラマにした! 第1話 彼女は「好き」が言えない（2020年） - 高梨の夫 役

#### 朝日放送テレビ
- アカイリンゴ 第8話（2023年） - 風間玄一郎 役

#### WOWOW
- 誘拐（2009年）
- 沈まぬ太陽（2016年）
- トップリーグ（2019年） - 安西宗典 役

### 映画
- わるいやつら（1980年）
- 恋人はスナイパー 劇場版（2004年）
- 絶対恐怖 Booth ブース（2005年）
- アキレスと亀（2008年）
- 誰も守ってくれない（2008年） - 山本茂（係長） 役
- サヨナライツカ（2010年） - 安西康道 役
- 旅立ち（2012年） - 主役となるベテランの民生委員 役（小美玉市小川民生委員・児童委員協議会による自主製作映画）[3]
- 寄生獣（2014年） - 田宮良子の父 役
- 桜の季節（2018年） - ヒロインの祖父 染井泰三 役

### バラエティ
- オレたちひょうきん族（フジテレビ） - ナレーション
- 世界まるごとHOWマッチ（MBS制作・TBS系列） - 登場人物役の各吹き替え
- 世直しバラエティー カンゴロンゴ（2008年、NHK）
- 世界で一番くだらない番組 (1990年 - 1994年、フジテレビ) 日光テレフォンショッピング

### テレビアニメ
- 未来少年コナン（1978年）

### CM
- エプソン（1995年 - 2000年）
- PILOT CORPORATION（2007年 - 2008年）
- アステラス（2009年）
- キャドバリー「ホールズ」（2009年 - 2010年）